# KDM2B
KDM2B‏ (Lysine demethylase 2B) هوَ بروتين يُشَفر بواسطة جين KDM2B في الإنسان.